# منطقه چینگپو
منطقه چینگپو (به چینی: 青浦区، به پین‌یین: Qīngpǔ Qū، تلفظ شانگهایی: tsin phu chiu) یک منطقهٔ شهرداری تابع شهر شانگهای، پرجمعیت‌ترین شهر جمهوری خلق چین است.

## خصوصیات
منطقه چینگپو ۶۷۵٫۱۱ کیلومترمربع مساحت و ۱٬۰۸۱٬۰۰۰ نفر جمعیت دارد.